# Aleh Antonenka
Aleh Uladsimirawitsch Antonenka (belarussisch Алег Уладзіміравіч Антоненка, russisch Олег Владимирович Антоненко/Oleg Wladimirowitsch Antonenko; * 1. Juli 1971 in Minsk, Weißrussische SSR) ist ein sowjetischer/belarussischer Eishockeyspieler. Seit September 2010 steht er beim HK Homel in der belarussischen Extraliga unter Vertrag.

## Karriere
Aleh Antonenka begann seine Karriere als Eishockeyspieler in seiner Heimatstadt in der Nachwuchsabteilung des HK Junost Minsk. Von dort aus wechselte er zu Tiwali Minsk, für dessen Profimannschaft er von 1988 bis 1992 in der höchsten sowjetischen Spielklasse, der Wysschaja Liga, sowie anschließend drei Jahre lang in der Internationalen Hockey-Liga aktiv. Seine Mannschaft änderte ihren Namen 1993 in Tiwali Minsk. Mit der Mannschaft wurde er in den Jahren 1993, 1994 und 1995 drei Mal in Folge Belarussischer Meister. Die Saison 1995/96 verbrachte er bei Sewerstal Tscherepowez in der Internationalen Hockey-Liga. Anschließend spielte der Flügelspieler jeweils eineinhalb Jahre lang für Neftechimik Nischnekamsk und Ak Bars Kasan in der russischen Superliga. Die Saison 1999/2000 begann er bei seinem Ex-Verein Neftechimik Nischnekamsk in der Superliga, verließ diesen jedoch bereits nach sechs Spielen und verbrachte den Großteil der Spielzeit beim HC Slovnaft Vsetín in der tschechischen Extraliga.
Von 2000 bis 2003 spielte Antonenka jeweils ein Jahr lang für die Superliga-Teilnehmer Torpedo Nischni Nowgorod, Sewerstal Tscherepowez und Metallurg Nowokusnezk. Auch den Großteil der Saison 2003/04 verbrachte er größtenteils bei Sewerstal Tscherepowez. Für die Playoffs wechselte er zum HK Homel aus der belarussischen Extraliga. Zur Saison 2004/05 wurde er vom HK MWD Twer aus der Wysschaja Liga, der zweiten russischen Spielklasse, verpflichtet, mit dem er auf Anhieb als Zweitligameister den Aufstieg in die Superliga erreichte. Bereits zur Mitte der folgenden Spielzeit kehrte er in seine belarussische Heimat zurück, in der er einen Vertrag beim HK Dinamo Minsk erhielt. Mit der Mannschaft wurde er am Saisonende Pokalsieger und in der Saison 2006/07 erneut belarussischer Meister.
Von 2007 bis 2009 spielte Antonenka jeweils eine Spielzeit lang für seinen mittlerweile nach Balaschicha umgesiedelten Ex-Verein HK MWD in der Superliga sowie deren Nachfolgewettbewerb der Kontinentalen Hockey-Liga. Die Saison 2009/10 begann er bei Awtomobilist Jekaterinburg und beendete sie bei seinem Heimatverein HK Dinamo Minsk, der 2008 ebenfalls in die KHL aufgenommen worden war. Die Saison 2010/11 verbrachte er zunächst bei Molot-Prikamje Perm in der Wysschaja Hockey-Liga, der neuen zweiten russischen Spielklasse. Nach nur vier Spielen verließ er die Mannschaft jedoch im September bereits wieder und schloss sich seinem Ex-Verein HK Homel aus der belarussischen Extraliga an.

### International
Für Belarus nahm Antonenka an der C-Weltmeisterschaft 1994, den B-Weltmeisterschaften 1997 und 2002 sowie den A-Weltmeisterschaften 1998, 1999, 2001, 2006, 2007, 2008 und 2009 teil. Zudem stand er im Aufgebot seines Landes bei den Olympischen Winterspielen 1998 in Nagano, 2002 in Salt Lake City und 2010 in Vancouver.

## Erfolge und Auszeichnungen
| - 1993 Belarussischer Meister mit Dinamo Minsk - 1994 belarussischer Meister mit Tiwali Minsk - 1994 All-Star-Team der belarussischen Extraliga - 1995 Belarussischer Meister mit Tiwali Minsk - 1995 Bester Torschütze der Belarussischen Extraliga - 2005 Meister der Wysschaja Liga mit dem HK MWD Twer | - 2005 Topscorer der Wysschaja-Liga-Playoffs - 2006 Belarussischer Pokalsieger mit dem HK Dinamo Minsk - 2007 Belarussischer Meister mit dem HK Dinamo Minsk - 2007 All-Star-Team der belarussischen Extraliga - 2007 Belarus’ Eishockeyspieler des Jahres - 2009 KHL All-Star Game |